# Augusto Valdez Oviedo
Carlos Augusto José Valdez Oviedo (Arequipa, 10 de mayo de 1907-?) fue un militar y político peruano, que fue ministro de Hacienda y Comercio durante el gobierno de la Junta Militar, de julio de 1962 a julio de 1963.

## Biografía
Natural de Arequipa, ingresó a la Escuela Militar de Chorrillos, de donde egresó en 1931 como alférez de infantería. Fue destacado a Puno, donde se casó con Olga Flórez Corzo, natural de dicha ciudad, con quien tuvo un hijo, Enrique Valdez Flórez (1933-1998), que llegó a ser un destacado profesor universitario.
En 1955, durante el gobierno de Manuel Odría, fue ascendido al grado de coronel de infantería. Y en 1959, ya bajo el segundo gobierno de Manuel Prado Ugarteche, fue elevado al grado de general de brigada.

### Ministro de Estado
Al producirse el golpe de Estado de 17 de julio de 1962 e instalarse una Junta Militar de Gobierno, Valdez pasó a integrar el gobierno de facto, como ministro de Hacienda y Comercio.
Dicha Junta de Gobierno, que primero fue presidida por el general Ricardo Pérez Godoy y luego por el general Nicolás Lindley López, se puso como meta convocar a nuevas elecciones generales en el plazo de un año. Además, se dedicó a bosquejar una serie de medidas de carácter reformista en campos como el de la llamada planificación, la agricultura y la tributación.
En su calidad de ministro de Hacienda, a Valdez le correspondió presentar el 20 de octubre de 1962 ante el secretario de la Organización de Estados Americanos un plan nacional de desarrollo económico y social del Perú, que abarcaba el periodo de 1962 a 1971.